# توئلو
توئلو (به هلندی: Twello) یک منطقهٔ مسکونی در هلند است که در فورست (هلند) واقع شده‌است. توئلو ۱۳٬۵۰۰ نفر جمعیت دارد.